# 博斯 (滨海塞纳省)
博斯（法語：Boos，法語發音：[bos]）是法国滨海塞纳省的一个市镇，属于鲁昂区。

## 地名
该地名“Boos”发音为[bos]，末尾字母“s”发音，《世界地名翻译大辞典》与《世界地名译名词典》将其误译作“博”。

## 地理
博斯（49°23'17"N, 1°12'11"E）面积14.03 平方千米，位于法国诺曼底大区滨海塞纳省，该省份为法国北部沿海省份，其西部及北部濒大西洋英吉利海峡，东起顺时针与索姆省、瓦兹省、厄尔省和卡爾瓦多斯省接壤。
与博斯接壤的市镇（或旧市镇、城区）包括：弗朗克维尔-圣皮埃尔、皮特尔、蒙曼、凯夫勒维尔-拉波特里、圣欧班-塞洛维尔。
博斯的时区为UTC+01:00、UTC+02:00（夏令时）。

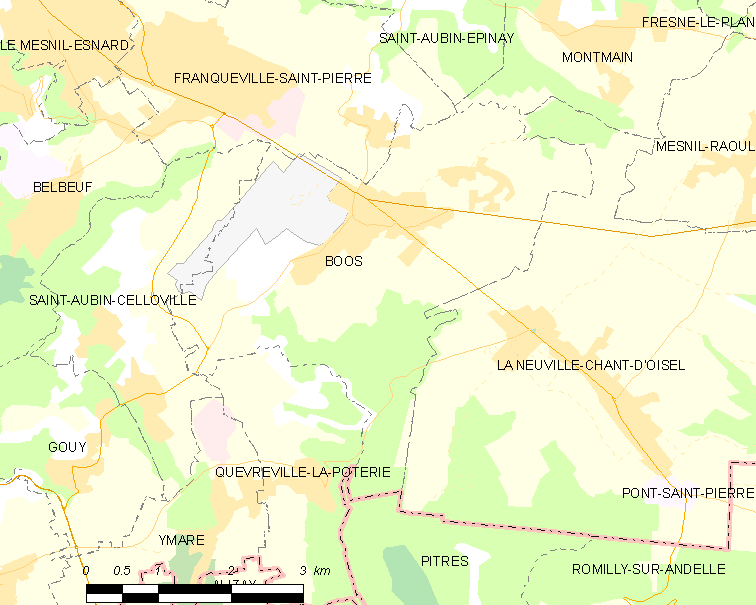
博斯的OSM定位图

## 行政
博斯的邮政编码为76520，INSEE市镇编码为76116。

## 政治
博斯所属的省级选区为勒梅尼勒埃纳尔县。

## 人口

1962-2008年间博斯人口变化图示

博斯于2022年1月1日时的人口数量为3975人。